# Aksel Lund Svindal
Aksel Lund Svindal (Lørenskog, Norveška, 26. prosinca 1982.) umirovljeni je norveški alpski skijaš. Postao je olimpijski prvak u spustu i superveleslalomu.
Bio je jedan od ponajboljih skijaša današnjice. Najbolje rezultate ostvario je u brzim disciplinama. U karijeri je ostvario 36 pobjeda u Svjetskom kupu, a ukupno je dva puta osvajao veliki kristalni globus (2007. i 2009.) Vlasnik je i devet malih kristalnih globusa u čak četiri različite discipline (superveleslalom 2006.,2009.,2012.,2013.,2014., spust 2013.,2014., kombinacija 2007. i veleslalom 2007.)
U sezoni 2006./'07. osvojio je veliki kristalni globus pobijedivši u posljednjoj utrci sezone. Glavni konkurent mu je bio Benjamin Raich. Na treningu spusta 27. studenog 2007. u Beaver Creeku u USA pada i povrjeđuje lice što je bio razlog zašto se nije natjecao ostatak sezone. Vratio se je 26. listopada 2008. poslije skoro godinu dana prekida. Završava na 13. mjestu u veleslalomu u Söldenu. Paradoksalno u spustu pobjeđuje prvi put u Svjetskom kupu poslije povrede 5. prosinca 2008. godine na istoj stazi na kojoj se je ozlijedio.

## Pobjede u Svjetskom kupu
35 pobjeda (16 u superveleslalomu, 14 u spustu, 3 u veleslalomu, 1 u kombinaciji).
U tablici su prikazane neke od pobjeda:
| Datum               | Mjesto održavanja | Disciplina       |
| ------------------- | ----------------- | ---------------- |
| 27. studenog 2005.  | Lake Louise       | superveleslaom   |
| 15. ožujka 2006.    | Åre               | spust            |
| 30. studenog 2006.  | Beaver Creek      | superkombinacija |
| 21. prosinca 2006.  | Hinterstoder      | veleslalom       |
| 14. ožujka 2007.    | Lenzerheide       | spust            |
| 15. ožujka 2007.    | Lenzerheide       | superveleslalom  |
| 17. ožujka 2007.    | Lenzerheide       | veleslalom       |
| 28. listopada 2007. | Sölden            | veleslalom       |
| 25. studenog 2007.  | Lake Louise       | superveleslalom  |
| 5. prosinca 2008.   | Beaver Creek      | spust            |
| 6. prosinca 2008.   | Beaver Creek      | superveleslalom  |
| 11. ožujka 2009.    | Åre               | spust            |
| 18. prosinca 2009.  | Val Gardena       | superveleslalom  |
| 8. siječnja 2011.   | Adelboden         | superveleslalom  |

## Vanjske poveznice
- FIS rezultati - Aksel Lund Svindal  Arhivirana inačica izvorne stranice od 16. svibnja 2008. (Wayback Machine)